# Flagler County
Flagler County is een county in de Amerikaanse staat Florida.
De county heeft een landoppervlakte van 1.256 km² en telt 49.832 inwoners (volkstelling 2000). De hoofdplaats is Bunnell. De county is vernoemd naar de industrieel Henry Flagler.

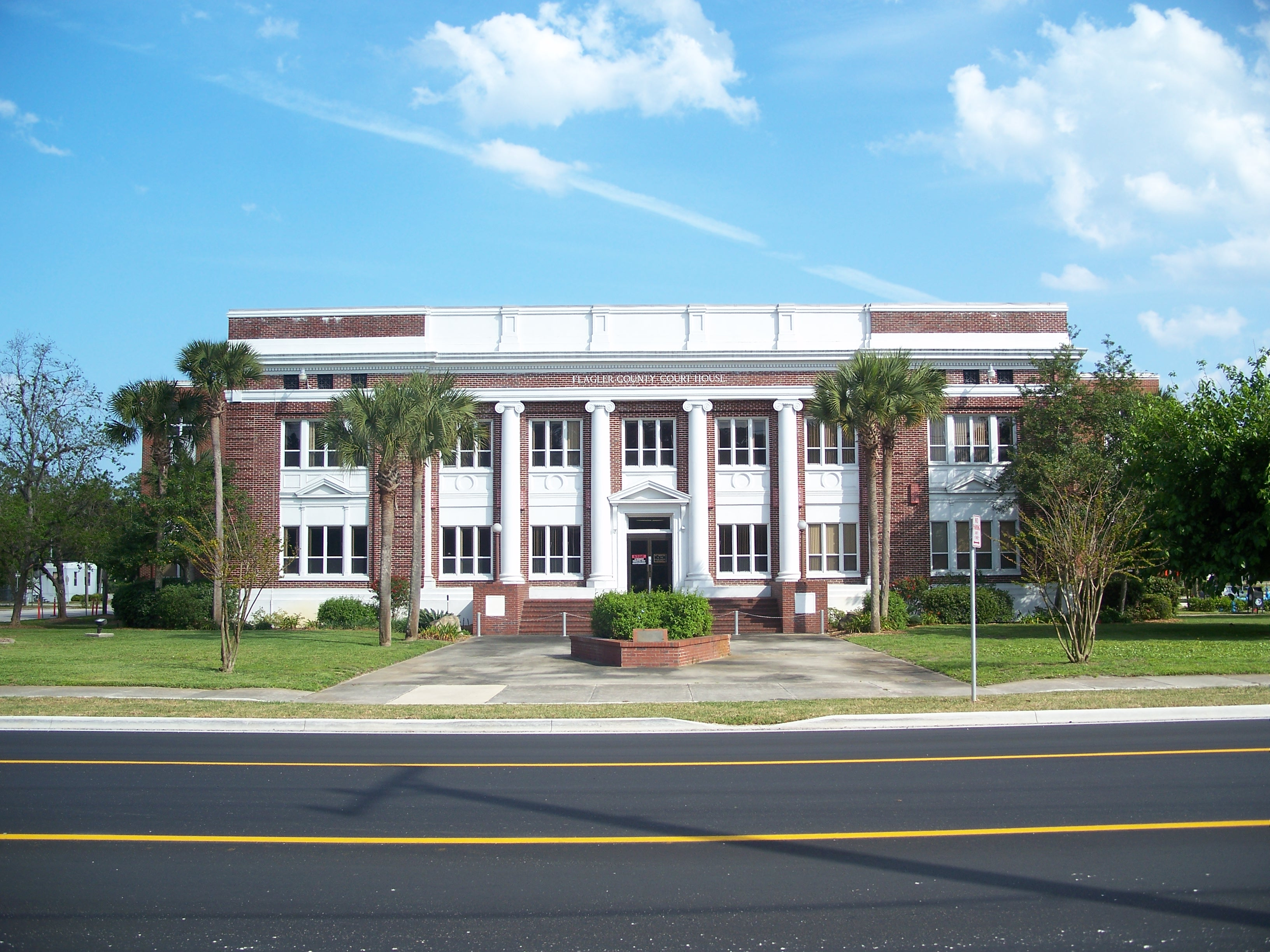
Flagler County Courthouse